# Ferdinand Buffa
Ferdinand Buffa (uváděn knižně jako F. Buffa; * 22. ledna 1926, Dlhá Lúka (dnes část Bardejova), Československo – 2012) byl slovenský lingvista.

## Životopis
Ferdinand Buffa vystudoval slovenský jazyk a filozofii na Filozofické fakultě Univerzity Komenského v Bratislavě. Mezi oblasti jeho odborného zájmu patřili především dialektologie (šarišské nářečí), lexikologie, lexikografie a polsko-slovenské jazykové vztahy. Zabýval se slovenským odborným názvoslovím v oblasti botaniky.

## Knižní publikace
- Nárečie Dlhej Lúky v Bardejovskom okrese. Bratislava, Veda 1953.
- Šarišské nárečia. Bratislava, Veda 1995.
- Poľsko-slovenský frazeologický slovník. Prešov, Náuka 1998.
- Z poľsko-slovenských jazykových vzťahov. Konfrontačný náčrt. Vydané z príležitosti XIII. medzinárodného zjazdu slavistov v Krakove 1998. Prešov, Náuka 1998.
- Slovník šarišských nárečí. Prešov, Náuka 2004.
- Moja Dlhá Lúka. Prešov, Vydavateľstvo Michala Vaška 2004.
- Odveké múdrosti šarišského ľudu. Prešov, Vydavateľstvo Michala Vaška 2007.